# Jasmine Dickey
Jasmine Delzina Dickey (Baltimora, 23 febbraio 2000) è una cestista statunitense, professionista nella WNBA.

## Carriera
È stata selezionata dalle Dallas Wings al terzo giro del Draft WNBA 2022 (30ª scelta assoluta).